# Gravataí
Gravataí es un municipio brasileño del estado de Rio Grande do Sul. Es también el nombre del río que pasa dentro del municipio.
Su población estimada para el año 2005 era de 264.953 habitantes.
Ocupa una superficie de 463,8 km².
Considerada una de las ciudades con más crecimiento en el Brasil, Gravataí se destaca en el escenario económico combinando el crecimiento con la calidad de vida. Se llega a ella a través de tres carreteras federales, estando en pleno corazón del Mercosur, a 22 kilómetros de Porto Alegre y a 15 minutos del Aeropuerto Internacional Salgado Filho.

## Historia
Fundada el día 8 de abril de 1763 (nueve años antes de Porto Alegre, capital del Estado) bajo el nombre de Aldeia de Nossa Senhora dos Anjos.
La Corona Portuguesa, al expandir sus dominios hacia el sur de América, concedía cartas de sesmarías a quien habitase la región, con la intención de poblarla. Pedro Gonçalves Sandoval, nacido en Lima, Perú, recibió la primera sesmaría, ya que habitaba el llamado rincón de Gravataí, en los campos del Viamonte, hoy en día Viamão.
En esa época, el capitán João Lourenço Veloso también recibió su sesmaría, tomando posesión de las tierras que habitaba en el mismo rincón, más al nordeste, en cercanías del cerro Ltacolomi. Partes de esas tierras serían compradas por la Corona portuguesa para el asentamiento de la entonces Aldeia dos Anjos. Era el primer rancho de la aldea, convirtiéndose posteriormente en las actuales tierras del centro de Gravataí. 
Portugal y España, desde tiempos precoloniales, avanzaban sobre el territorio del otro, por eso en 1750 firmaron el tratado de Madrid, comprometiéndose Portugal a devolver Colonia del Sacramento, fundada en territorio español a cambio de los Siete Pueblo de las Misiones, más al nordeste. Para poblar los Siete Pueblos de las Misiones, los portugueses trajeron colones del superpoblado archipiélago de las Azores. El Tratado no se hizo efectivo, ya que los indios guaraníes que habitaban la región no aceptaban abandonar sus tierras, dando inicio a la Guerra Guaranítica.
En consecuencia de la guerra, millares de indios huyeron para el territorio portugués, estableciéndose en las inmediaciones del río Pardo, actualmente río Santa María.
De ese contingente de refugiados, cerca de mil indios guaraníes fueron traídos, en 1762, por el capitán Antônio Pinto Carneiro para las proximidades del río Gravataí, dando inicio al poblamiento de la Aldeia dos Anjos. 
Con la llegada de los colonos azorianos y la confusión generada en la región misionera, ellos debieron ocupar otras áreas, como el valle del río Jacuí y el valle del río Gravataí. 
Con la llegada de José Marcelino de Figueiredo, gobernador de la provincia de São Pedro, en 1772, la Aldeia dos Anjos comenzó a desarrollarse. Figueiredo urbanizó la aldea, construyendo escuelas, refinerías de aceite y molinos.
En 1795, la Aldeia dos Anjos fue desmembrada de la freguesia de Nuestra Señora de la Concepción del Viamonte.
En 1806, la aldea consiguió el estatus de freguesia.
El día  11 de junio de 1880, fue asignada porque emancipó la antigua Aldeia dos Anjos de Porto Alegre, consiguiendo la condición de villa, bajo el nombre de Vila de Nossa Senhora dos Anjos de Gravataí.
En las últimas décadas del siglo XIX se registró un significativo desarrollo en la villa, principalmente en función de cultivo de mandioca y exportación de su almidón para otras partes del país y el exterior, a través de Passo das Canoas.
El almidón de mandioca fue responsable por el desarrollo económico del municipio hasta mediados del siglo XX.
En la década del 30, asumió el gobierno del municipio el Dr. José Loureiro da Silva, iniciándose una nueva etapa de desarrollo para Gravataí.
El día 17 de marzo de 1997, fue anunciada la instalación en el municipio de un Complejo Industrial de la General Motors, aumentando aún más la importancia de la ciudad, hoy una de las mayores de la región metropolitana de Porto Alegre.

## Economía
La ciudad cuenta con un polo industrial, el cual es responsable de dar empleo a la mayoría de la población, juntamente al sector terciario.
Las principales actividades agrícolas son: Granjas Hortícola, que producen condimentos verdes, espinacas, lechuga, maíz, caña de azúcar, mandioca, leche y vacas para la lactación.